# بلندآوای نورفک
بلندآوای نورفک (نام علمی: Lalage leucopyga leucopyga) نام یک زیرگونه منقرض‌شده از تیره کوکوسنگ‌چشم است.